# Mateusz Franczak
Mateusz Franczak (ur. 30 sierpnia 1986 w Otwocku) – polski muzyk, kompozytor, wokalista, autor tekstów, multiinstrumentalista. Współtwórca zespołów Giorgio Fazer (z Mironem Grzegorkiewiczem), HOW HOW (z Mironem Grzegorkiewiczem, Adamem Podniesińskim), Daktari. Współpracował m.in. z Hugo Race, Piotrem Kurkiem, Hubertem Zemlerem, Pawłem Szamburskim, Patrykiem Zakrockim, Maciejem Cieślakiem, Magdaleną Gajdzicą i Karoliną Rec (Resina). W 2016 r. poszerzył swoje działania o współpracę z artystkami i artystami wizualnymi, między innymi Weroniką Ławniczak i Polą Dwurnik. Jego muzyka znalazła się na ścieżce dźwiękowej do filmu Doroty Proby „Między nami” (2020), który dostał Nagrodę dla Najlepszego Filmu Polskiego na festiwalu Millenium Docs Against Gravity 2020.
Poza działalnością muzyczną zajmował się też tłumaczeniem tekstów polskich psychoanalityków z I połowy XX w.

## Wybrana dyskografia
- Daktari "This is the last song I wrote about Jews. Vol. 1"[5], Multikulti, 2011
- HOW HOW "Flickers"[6], Antena Krzyku, 2011
- Daktari "I Travel Within My Dreams With a German Passport"[7], Circon Int., 2013
- HOW HOW "Knick-Knack"[8], FYH! Records, 2013
- Daktari "Lost Tawns"[9], Multikulti 2014
- HOW HOW Knick-Knack 2"[10], FYH! Records, 2014
- Mateusz Franczak "long story short"[11], too many fireworks records, 2016
- Pure Phase Ensemble 5 ft. Hugo Race "Live at Spacefest!"[12], Nasiono Records, 2016
- Warsaw Improvisers Orchestra "CSW 14_03_2015"[13], Fundacja SŁUCHAJ!, 2016
- Giorgio Fazer "Gorzki to chleb jest polskość"[14], too many fireworks records, 2017
- Mateusz Franczak "Night-night"[15], too many fireworks records, 2018
- Giorgio Fazer "Live at Alchemia"[16], too many fireworks records, 2019
- Giorgio Fazer "Odarci z godności"[17], Nagrania Somnambuliczne, 2020
- Giorgio Fazer "Gdy rozum śpi"[18][19], Requiem Records, mAtter, 2021
- Mateusz Franczak "Iskry"[20], wydanie własne, 2025.

## Przekłady
„Psychoanaliza w Polsce 1909–1946”, t. I–II, red. Lena Magnone. Warszawa, Kronos 2016